# Domovina
Domovina (en español: La Patria, denominado Novo Doba entre 1910 y 1911) fue un periódico chileno en idioma croata, de carácter regional, editado e impreso en la ciudad de Punta Arenas.

## Historia

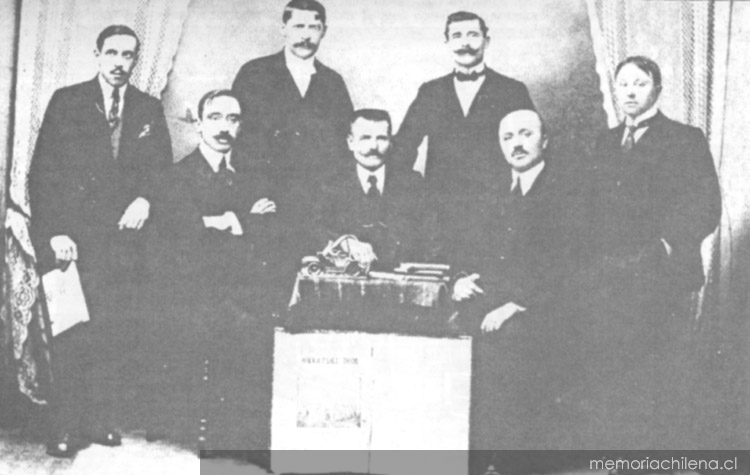
Directorio de Domovina en 1916.

Fue fundado el 12 de septiembre de 1908 y comenzó a circular bajo el nombre Novo Doba (en español: Nueva Época) el 3 de diciembre de 1910, dirigido en un principio por Juan Trutanić y más tarde por Lucas Bonačić Dorić. Su redactor era Pedro Gašić.
En septiembre de 1911, el periódico volvió a tomar el nombre de Domovina, finalizando con ello su periodo de circulación bajo el nombre Novo Doba y finalizó su circulación el 29 de diciembre de 1917.
Según Mateo Martinić:

«[...] algunos de estos cambios, como fue el caso precedente, fueron motivados por las tendencias nacionalistas dominantes en la vida societaria de los inmigrantes, que progresivamente adherian al independentismo croata, sentimiento que según el curso de los acontecimientos europeos se transformaria al fin en decididamente yugoslavista al promediar los años 10».